# Sistema professional en el go

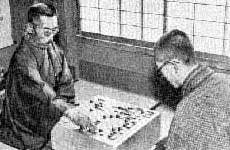
Honinbo Shūsai (esquerra), últim cap de la casa Honinbo, juga contra Go Seigen. La partida va ser anomenada El joc del segle.

El sistema professional en el go es va establir en el Japó fa 400 anys. Des d'aleshores, la professionalització de les persones que juguen al go ha estat definitiva en l'evolució del joc. La història del go és la història dels seus jugadors i jugadores, apadrinats per les diverses escoles que varen existir en diferents moments o per les diverses associacions asiàtiques —japonesa, coreana o xina— i occidentals.

## Les escoles de go en elseglexvii
Tot i que el joc del go es va desenvolupar a la Xina, la creació de les quatre escoles de go per Tokugawa Ieyasu en iniciar el segle XVII va traslladar el focus principal del món del go al Japó. El patrocini de l'estat, el permís donat als jugadors de dedicar-se a temps complet a estudiar el joc i les dures competicions entre escoles van incrementar significativament el nivell de joc. Durant aquest període, el millor jugador de cada generació rebia el prestigiós títol de Meijin (mestre) i el títol de Godokoro (ministre de go). A més, tres jugadors van rebre el títol de Kisei (sant del go): Dosaku, Jowa i Shusaku, tots ells de l'escola Honinbo.

## El go en el segle XX
A la fi del shogunat Tokugawa i el període de restauració Meiji, les escoles de go van desaparèixer lentament.

### Jugadors japonesos
En 1924, es va constituir l'Associació Japonesa de Go. Sovint, els jugadors d'aquest període s'enfrontaven en competicions patrocinades pels diaris, de 2 a 10 partides cadascuna. Varen destacar particularment Go Seigen, que va obtenir una puntuació del 80%, i Minoru Kitani, que va dominar les partides a principis dels anys 1930. Els dos jugadors han estat reconeguts pel seu treball en la nova teoria d'obertura de Go (Shinfuseki).
Durant gran part del segle xx, el go va seguir dominat per jugadors entrenats al Japó. Entre els noms notables cal assenyalar Eio Sakata, Rin Kaiho (nascut a la Xina), Masao Kato, Koichi Kobayashi i Cho Chikun (nascut a Corea del sud). Usualment, els millors jugadors xinesos i coreans es desplaçaven al Japó, perquè el nivell de joc era més alt i el finançament millor.

### Jugadors coreans i xinesos

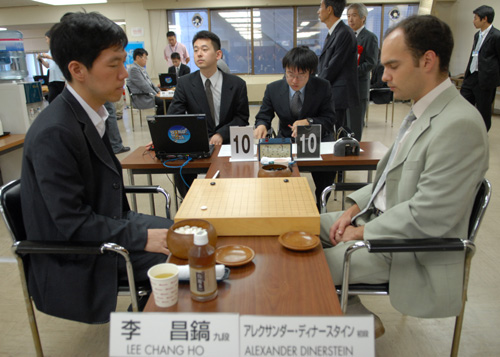
El coreà Lee Chang-ho, un dels millors jugadors moderns de go, en una partida contra el rus Alexandre Dinerchtein, set vegades campió europeu i jugador occidental amb estatus professional

Un dels primers jugadors coreans en fer-ho va ser Cho Namchul, que va estudiar amb el Kitani Dojo des de 1937 fins a 1944. Després del seu retorn a Corea, es va crear el Hanguk Kiwon (Associació coreana de Baduk), amb la qual cosa va millorar significativament el nivell de joc a Corea en la segona meitat del segle xx. A la Xina, el nivell de joc es va debilitar durant la Revolució Cultural (1966 -1976), però aviat es va recuperar en l'últim quart del segle xx, donant lloc a jugadors xinesos com Niew Weiping i Ma Xiaochun, d'un nivell similar al dels seus contemporanis japonesos i coreans. L'Associació Xinesa de Weiqui (avui dia part de la Xina Qiyuan) es va crear el 1962. Els graus de dan professional es van començar a usar el 1982.
A partir de l'any 1989, amb l'arribada dels títols internacionals majors, es va poder comparar amb més precisió el nivell dels jugadors de diferents països. Jugadors coreans com ara Lee Chang-ho , Cho Hunhyun, Lee Sedol i Yoo Changhyuk van dominar internacionalment el go i van guanyar molts títols. Molts jugadors xinesos també van ascendir al cim en el go internacional, especialment Ma Xiaochun, Chang Hao i Gu Li.

### Go i gènere
Històricament, han jugat al go més homes que dones. Hi ha tornejos especials per a dones, però només recentment els homes i les dones competeixen junts en els nivells més alts. De tota manera, la creació d'un nou torneig obert i l'ascens de fortes jugadores, més notablement Rui Naiwei, han destacat la força i la competitivitat de les jugadores emergents.

### Jugadors occidentals
El nivell en altres països ha estat tradicionalment més baix, excepte en el cas d'alguns jugadors que van obtenir preparació professional entrenant a Àsia. A Europa, per exemple, fins al segle xx, el coneixement del joc ha estat escàs. Un jugador famós de la dècada de 1920 va ser Edward Lasker. No va ser fins a la dècada de 1950 que uns pocs jugadors occidentals es van prendre el joc com alguna cosa més que un passatemps interessant. El 1978, Manfred Wimmer es va convertir en el primer occidental a rebre un certificat de jugador professional de l'associació professional de go d'Àsia. El 2000, el nord-americà Michael Redmond va obtenir el màxim rànquing 9 dan atorgat per l'associació de go d'Àsia. El 2008, només nou jugadors no asiàtics de go havien aconseguit l'estatus professional d'associacions asiàtiques; entre d'altres: els rusos Alexander Dinerchtein i Svetlana Shikshina o la húngara Diana Koszegi.

#### El sistema professional europeu
El 2014 la Federació Europea de Go (EFG) va crear un sistema professional europeu (EPS). Mitjançant aquest sistema l'eslovac Pavol Lisy i l'israelià Ali Jabarin varen esdevenir professionals el 2014 i el polonés Mateusz Surma i el rus Ilya Shikshin el 2015.

### El rànquing internacional
Existeixen diversos mètodes per calcular el rànquing internacional de jugadors professionals. Iyama Yuta, un professor coreà que viu als Estats Units, fa servir un sistema semblant al de la Federació Europea de Go, comptant tots els tornejos internacionals fins a setembre de cada any. Els xinesos i els coreans tenen un sistema propi de rànquing nacional de pros, amb punts associats (estil ELO), que té més importància que el sistema clàssic de dans. Els japonesos segueixen usant el sistema clàssic de dans sense punts.
El 2014 el rànquing internacional de jugadors professionals estava liderat pels xinesos, seguits de molt a prop pels coreans i comptava amb un únic japonès entre els primers 50 llocs. El top ten d'aquest llistat estava ocupat pels jugadors Shi Yue, Park Jeong Hwan, Kim Jiseok, Ke Jie, Lee Se-dol, Jiang Wejie, Zhou Ruiyang, Mi Yuting, Chen Yaoye i Kang Dongyun.